# 卡洛斯·纳瓦罗
卡洛斯·纳瓦罗（西班牙語：Carlos Navarro，1996年5月8日—），墨西哥男子跆拳道运动员，2017年世界跆拳道锦标赛男子58公斤级铜牌得主、2023年世界跆拳道锦标赛男子63公斤级铜牌得主。